# Bernard Berelson
Bernard Berelson (Spokane, Washington, 1912-1979)
Recibió su formación y llevó a cabo su doctorado en la Universidad de Chicago, y fue decano de la Graduate School of Library and Information de esa misma universidad. Sus conocimientos abarcaban diversas ramas, desde politólogo, demógrafo, sociólogo (ya que colaboró en diversas técnicas de tecnología electoral), y comunicólogo.
Todo su trabajo tiene relación con la teoría funcionalista (que es contemporánea a Berelson, a principios del siglo XX) y sus bases, relacionadas con la persuasión al espectador o receptor, e incluía elementos en su base del Empirismo y del Positivismo.
Berelson publicó cinco obras, destacando sobre todas ellas la publicada en 1952, Content Analysis in Communications Research de suma importancia. Junto a ésta, se encuentran las otras cuatro, todas ellas en orden cronológico:
1. Mass Comunications (1949)
2. Content Analysis in Communications Research (1952)
3. Graduate Education in the United States (1960)
4. Human Behaviour: An Inventory of Scientific Findings (1964)

Así mismo, escribió otras dos obras más, de forma conjunta: The people’s choice (1944) y Voting (1954).
Su obra más importante es Content Analysis in Communications Research (1952), que supuso el inicio de la creación del llamado “análisis de contenido”, cuya definición, realizada por él mismo, se muestra como “una técnica de investigación en el contexto comunicativo que garantiza el poder describir los mensajes, de forma objetiva, sistemática y cuantitativa.”
Actualmente, es corriente el uso de este tipo de análisis  a la hora de estudiar los mensajes en el ámbito comunicativo, y conforme pasan los años, posee una relación cada vez más directa con la computación, por sus ventajas a la hora de procesar y buscar la información deseada, sea cual sea la cantidad.
Además, Berelson estudió la relación entre los medios de comunicación y el mundo de la política, junto a su colaborador, Paul Lazarsfeld (director de la Office of Radio Research) así como la metodología y la verificación de los resultados, así como también se destaca sus ideas, cercanas a la corriente difusionista en los últimos años.
- Datos: Q4598174